# 洛伊施纳链坑
洛伊施纳链坑（Catena Leuschner）是月球正面位于科迪勒拉山脉西北的一串链坑，其名称取自与它相连的洛伊施纳环形山。
洛伊施纳链坑是由一串起始于洛伊施纳环形山北侧坑壁上的撞击坑所构成，并向西北一起至科尔霍斯特环形山南面，其月面坐标 4°42′N 110°06′W / 4.7°N 110.1°W，全长达到364公里。该链坑正对着东方海，极可能是东方海撞击盆地发生时所抛射的巨大喷出物块所形成。

## 另请参阅
- 月球环形山列表
- 月球表面特征列表